# Klockstjärnen
Klockstjärnen är en sjö i Örnsköldsviks kommun i Ångermanland och ingår i Moälvens huvudavrinningsområde. Sjön har en area på 0,0467 kvadratkilometer och ligger 273 meter över havet.

## Delavrinningsområde
Klockstjärnen ingår i det delavrinningsområde (705164-159756) som SMHI kallar för Mynnar i Agnsjön. Medelhöjden är 224 meter över havet och ytan är 34,26 kvadratkilometer. Det finns ett avrinningsområde uppströms, och räknas det in blir den ackumulerade arean 45,1 kvadratkilometer. Remmarbäcken som avvattnar avrinningsområdet har biflödesordning 3, vilket innebär att vattnet flödar genom totalt 3 vattendrag innan det når havet efter 72 kilometer. Avrinningsområdet består mestadels av skog (82 procent). Avrinningsområdet har 0,05 kvadratkilometer vattenytor vilket ger det en sjöprocent på 0,1 procent.